# 34218 Padiyath
34218 Padiyath è un asteroide della fascia principale. Scoperto nel 2000, presenta un'orbita caratterizzata da un semiasse maggiore pari a 3,1391238 au e da un'eccentricità di 0,1734745, inclinata di 5,54746° rispetto all'eclittica.